# Puns

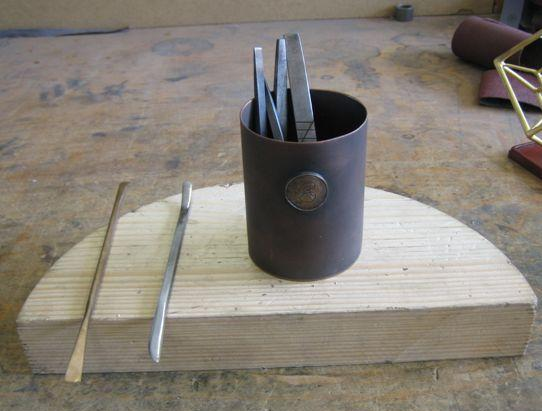
Punser för ciselering.

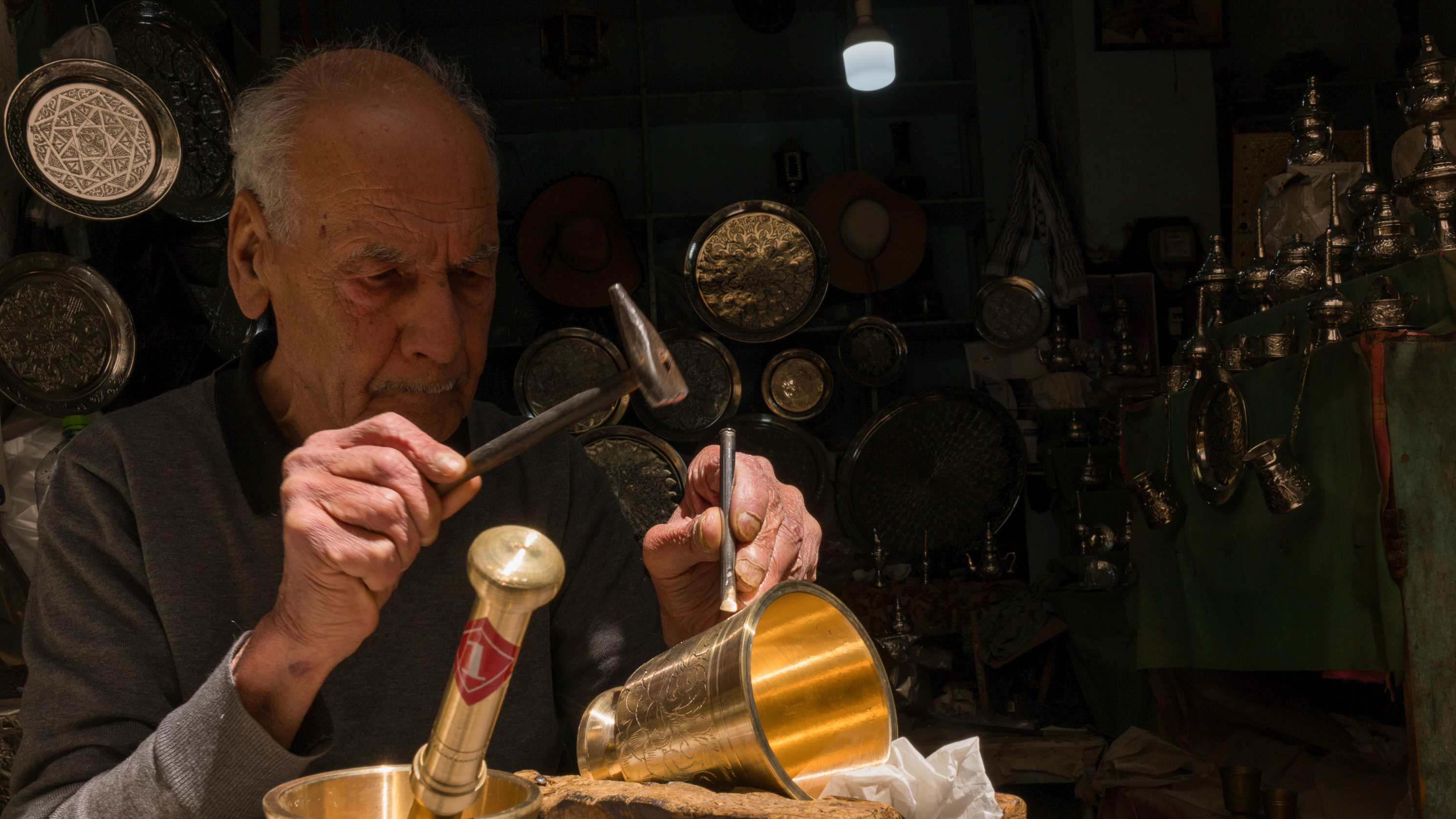
En ciselör i Tunis medina arbetar in ett mönster i en mortel av mässing med hjälp av en hammare och drivpuns.

Puns är ett verktyg av stål. En puns slås med en hammare och med hjälp av punsens spets kan man göra ett mönster i metaller. Punsen används till exempel för ciselering, gördelmakeri, gravyr. och läderplastik
Med hjälp av en puns och lätta hammarslag skulpterade bronshantverkarna fram mönstren på olika föremål, till exempel myntstamp. En del forskare anser dock att den ornamentik som anses som punsad i själva verket först är utförd i vax och därefter ingjutits i föremålet. Punsning har utförts till den största delen av ornamentiken på bronsföremål under bronsåldern.[källa behövs]
Punser av horn och senare koppar har även använts för tillverkning av stenföremål under stenåldern och bronsåldern.[källa behövs]
Ordet "puns" finns belagt i svenska språket sedan 1638.

## Olika sorters punsar
1. Körnare, spetsig puns att göra markeringar med
2. Ciselörpunsar, punsar i olika former och storlekar, vassa eller avrundade, som används för ciselering
3. Dorn, en flack puns att göra försänkningar med
4. Hålstans, ihålig puns för att göra hål, oftast i papper eller läder
5. Purr, puns med en fördjupning istället för spets
6. Mönsterpuns, punsar med siffror, bokstäver eller olika geometriska mönster
7. Kontrollstämpel, specialgjorda punsar för att slå in information om finhalt, tillverkare, tillverkningsort, år eller material i arbeten gjorda av silver, guld och platina